# Chile en los Juegos Paralímpicos de Barcelona 1992
La participación de Chile en los Juegos Paralímpicos de Barcelona 1992 fue la primera actuación paralímpica de ese país. La delegación chilena estuvo compuesta de 2 deportistas, ambos hombres, que compitieron en 2 de los 15 deportes reconocidos por el Comité Paralímpico Internacional en esos Juegos Paralímpicos.

## Deportistas
Los deportistas chilenos que participaron en Barcelona 1992 fueron:
| - Halterofilia (1): Víctor Valderrama (potencia) | - Natación (1): Gabriel Vallejos Contreras |

## Detalle por deporte

### Halterofilia
Levantamiento de potencia
| Atleta            | Evento            | Total | Lugar |
| ----------------- | ----------------- | ----- | ----- |
| Víctor Valderrama | Masculino 67,5 kg | 125   | 12.º  |

### Natación
Masculino
| Atleta                     | Evento             | Preliminares | Preliminares | Final   | Final |
| Atleta                     | Evento             | Tiempo       | Lugar        | Tiempo  | Lugar |
| -------------------------- | ------------------ | ------------ | ------------ | ------- | ----- |
| Gabriel Vallejos Contreras | 50 m espalda S3    | 1:17.47      | 3.º          | 1:12.50 | 4.º   |
| Gabriel Vallejos Contreras | 50 m libres S3     | 1:24.07      | 4.º          | 1:14.55 | 5.º   |
| Gabriel Vallejos Contreras | 50 m braza SB2     | 1:17.22      | 4.º          | 1:15.90 | 5.º   |
| Gabriel Vallejos Contreras | 50 m mariposa S3–4 | 1:26.55      | 3.º          | 1:22.67 | 6.º   |
| Gabriel Vallejos Contreras | 100 m libres S3    | 2:45.79      | 3.º          | 2:38.07 | 5.º   |